# Сэксон, Джон
Джон Сэксон (англ. John Saxon), при рождении Кармайн Оррико (англ. Carmine Orrico; 5 августа 1936, Бруклин, Нью-Йорк — 25 июля 2020[…], Мерфрисборо, Теннесси) — американский киноактёр с итальянскими корнями (родители были иммигрантами из Италии), режиссёр. Был задействован более чем в двухстах проектах в кино и на телевидении. Наиболее известен ролью лейтенанта Дональда Томпсона в серии фильмов «Кошмар на улице Вязов» (снялся в 1, 3 и 7 частях), а также ролью Ропера в фильме «Выход дракона», где снимался вместе с мастером восточных единоборств Брюсом Ли.
В 1966 году номинировался на премию «Золотой глобус» за лучшую мужскую роль второго плана в фильме «Аппалуза».
Был трижды женат. От первого брака имел сына Антонио. Обладал чёрным поясом по каратэ.

## Избранная фильмография
- 1956 — Неосторожность / The Unguarded Moment — Леонард Беннетт
- 1957 — Беспокойные года / The Restless Years — Уилл Хендерсон
- 1960 — Непрощённая / The Unforgiven — Джонни Португал
- 1962 — Мистер Хоббс берет выходной/ Mr. Hobbs Takes a Vacation — Byron Grant
- 1963 — Девушка, которая слишком много знала/ La ragazza che sapeva troppo — Доктор Марчелло Басси
- 1966 — Кровавая королева / Queen of Blood — Allan Brenner
- 1966 — Аппалуза / The Appaloosa — Chuy
- 1969 — Смерть стрелка / Death of a Gunfighter — Lou Trinidad
- 1972 — Джо Кидд / Joe Kidd — Луис Чама
- 1973 — Выход дракона / 龍爭虎鬥 / Enter the Dragon — Ропер
- 1974 — Чёрное Рождество / Black Christmas — лейтенант Кеннет Фуллер
- 1976 — Рейд на Энтеббе / Raid on Entebbe — генерал-майор Бени Пелед
- 1977 — 79, Парк-авеню / Harold Robbins' 79 Park Avenue — Гарри Вито
- 1978 — Бриллиант «Шалимар» / Shalimar — полковник Колумб
- 1979 — Беспутная компания / Fast Company — Фил Адамсон
- 1979 — Электрический всадник / The Electric Horseman — Хант Сирс
- 1980 — Апокалипсис каннибалов / Apocalypse domani — Норман Хоппер
- 1980 — Битва за пределами звёзд / Battle Beyond the Stars — Садор
- 1980 — Паническое бегство / Running Scared — капитан Мунос
- 1980 — По ту сторону зла / Beyond Evil — Ларри Эндрюс
- 1982 — Неправый прав / Wrong Is Right — Гомер Хаббард
- 1982 — Дрожь / Tenebre — Bullmer
- 1983 — Пленники затерянной вселенной / Prisoners of the Lost Universe — Kleel
- 1983 — Большой улов / The Big Score — Дэвис
- 1984 — Кошмар на улице Вязов / A Nightmare on Elm Street — лейтенант Дональд Томпсон
- 1986 — Пако — боевая машина смерти / Vendetta dal futuro — Фрэнсис Тёрнер
- 1987 — Кошмар на улице Вязов 3: Воины сна / A Nightmare on Elm Street 3: Dream Warriors — Дональд Томпсон
- 1987 — Зомби в камерах смертников / Death House — полковник Гордон Берджесс
- 1989 — Моя мама — оборотень / My Mom’s a Werewolf — Harry Thropen
- 1990 — Последний самурай / The Last Samurai — Гарун аль-Хаким
- 1990 — Последний альянс / The Final Alliance — Ghost
- 1991 — Расплата / Payoff — Rafael Concion
- 1993 — Джонатан — друг медведей — Фред Гудвин
- 1994 — Полицейский из Беверли-Хиллз 3 / Beverly Hills Cop III — Оррин Сэндерсон
- 1994 — Кошмар на улице Вязов 7: Новый кошмар / Wes Craven’s New Nightmare — Джон Сэксон (играет самого себя)
- 1996 — От заката до рассвета / From Dusk till Dawn — агент ФБР Стэнли Чейз
- 2005 — C.S.I. Место преступления Лас Вегас 5 сезон 24 серия. (Опасность из могилы. Часть 1) — похититель криминалиста Стоукса